# Шерстяной, Валерий Михайлович
Вале́рий Миха́йлович Шерстяно́й (нем. Valeri Scherstjanoi; род. 3 сентября 1950) — русский и немецкий филолог, поэт, издатель, художник. Автор «фонетических» («звучарных») стихов и исследований по русскому поэтическому авангарду.

## Биография
Родился 3 сентября 1950 года в Казахстане. Мать — репрессированная литовка.
Окончил романо-германское отделение филологического факультета Кубанского государственного университета. В 1979 году эмигрировал в Германию. В 1990-х годах организовал в Берлине несколько международных фонопоэтических фестивалей «БОБЭОБИ».
В 1998 году опубликовал в Вене книгу своих переводов на немецкий язык Таngo mit Kuhen. Anthologie der russischen Lautpoesie des 20.Jahrhunderts («Танго с коровами. Антология русской саундпоэзии XX века»).
Издатель коллекционных (тиражом около 20 экземпляров) рукописных книг по образцу русских футуристических книг, компакт-дисков и видеофильмов с записями «фонетической» («звучарной») поэзии.
Стихи Шерстяного включены в антологию «Року укор» (Москва, 2003).